# Mirosław Kostadinow
Miro, właśc. Mirosław Kostadinow (ur. 10 marca 1976 w Dobriczu) – bułgarski piosenkarz wykonujący muzykę pop, współzałożyciel i wokalista zespołu KariZma w latach 1999-2006.

## Kariera muzyczna

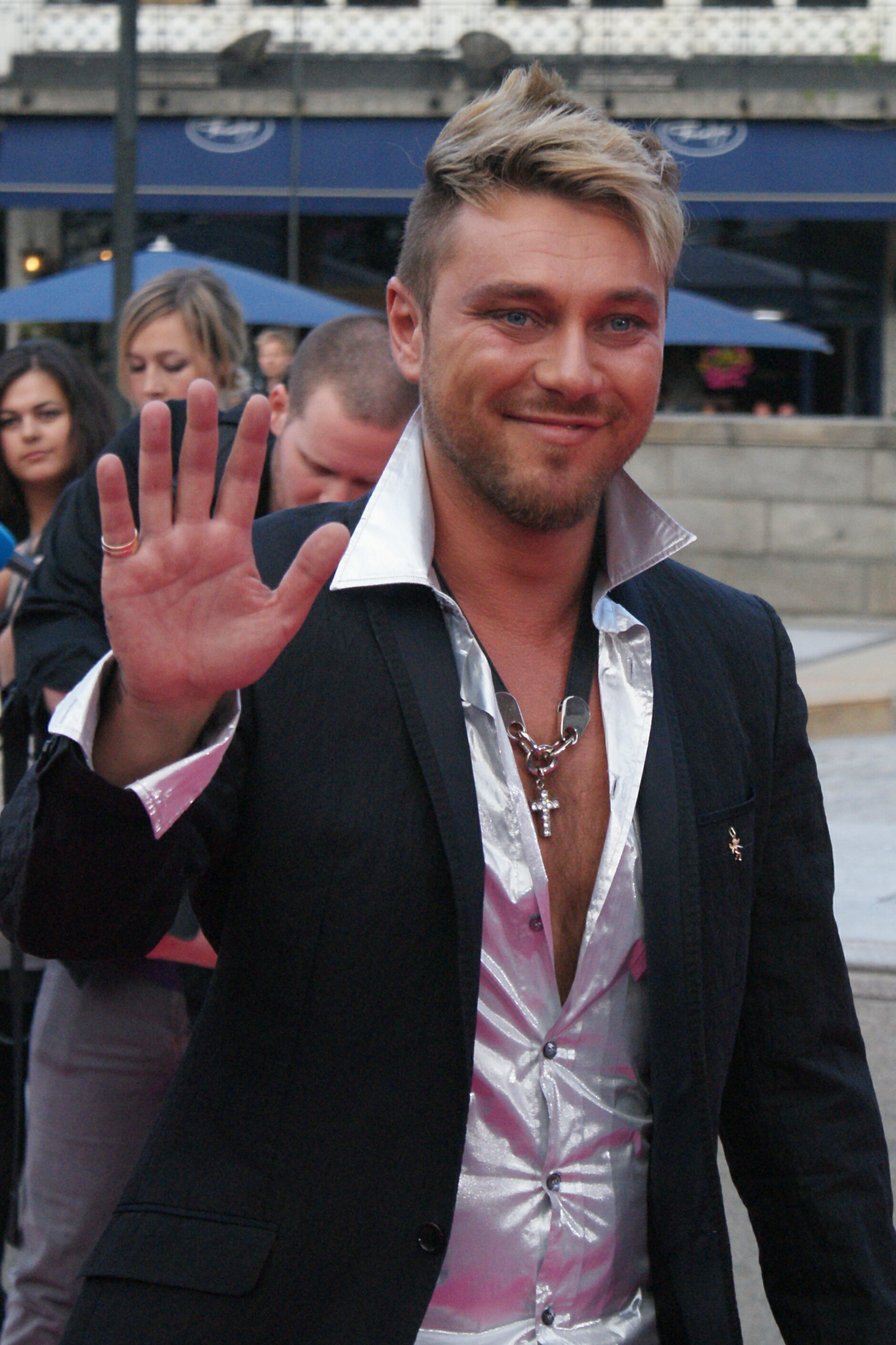
Kostadinow na ceremonii otwarcia 55. Konkursu Piosenki Eurowizji (2010)

W 1999 wraz z Galiną Kurdową założył duet muzyczny KariZma, z którym dwa lata później zadebiutował singlem „Riskuwam da te imam”, a w 2002 wydał utwór „Kolko mi lipsvash”. W 2006 wspólnie wydali album pt. Eklisiast, a w 2007 zajęli z utworem „Fool for You” drugie miejsce w finale krajowych eliminacji do 52. Konkursu Piosenki Eurowizji. W tym samym roku zawiesili działalność jako duet.
Po zakończeniu współpracy z Kurdową zaczął nagrywać materiał na solowy album pt. oMIROtvoren, który wydał w październiku 2008. Promował go singlami: „Ever Before” i „Lose Control” oraz „Gubia kontrol, kogato”, „Avgust e septemvri” i „Ubiwame s lubow”, które dotarły do pierwszego miejsca krajowej listy przebojów. W lutym 2010 zwyciężył z utworem „Angeł si ti” w finale bułgarskich eliminacji eurowizyjnych, dzięki czemu został reprezentantem Bułgarii podczas 55. Konkursu Piosenki Eurowizji w Oslo. Ostatecznie zajął 15. miejsce w drugim półfinale konkursu, przez co nie awansował do finału.
W 2021 wydał drugi solowy album pt. MIROgled.

## Dyskografia

### Albumy studyjne
- oMIROtvoren (2008)
- MIROgled (2021)